# 2022年東帝汶總統選舉
2022年東帝汶總統選舉是東南亞國家東帝汶的第五屆總統選舉，採用兩輪選舉制。第一輪投票於2022年3月19日舉行，前總統、東帝汶重建全國大會黨（大會黨）候選人若泽·拉莫斯·奥尔塔和現任總統、東帝汶獨立革命陣線（革陣）候選人弗朗西斯科·古特雷斯（別名盧奧洛）分別以46.56%和22.13%的得票率位居前兩名，但由於沒有候選人得到過半票數，因此需在4月19日舉行第二輪投票。結果奧爾塔以62.09%的得票率擊敗盧奧洛，成为第5任東帝汶總統。

## 背景

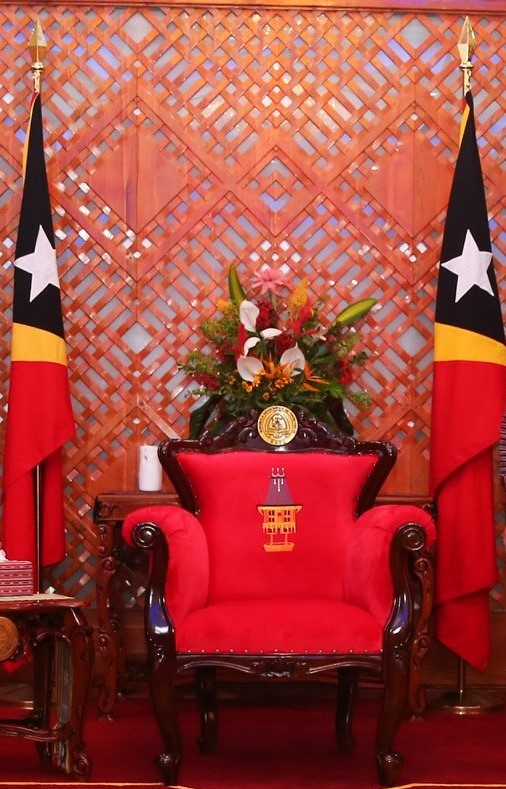
東帝汶總統的座椅

### 政治形勢
2017年3月，獲執政黨東帝汶獨立革命陣線（革陣）和東帝汶重建全國大會黨（大會黨）支持的原國民議會議長弗朗西斯科·古特雷斯（別名盧奧洛）在總統選舉中擊敗民主黨籍的前教育部長安東尼奧·德·孔塞桑，當選第6任東帝汶總統，根據《東帝汶憲法》第75條，他可以在2022年尋求連任。2017年至2022年期間，東帝汶各黨之間鬥爭不斷——2017年議會選舉後，盧奧洛授權革陣組建少數派政府，但政府政策寸步難行，迫使盧奧洛於一年後解散議會，重新舉行大選，結果由大會黨、人民解放黨（人解黨）和帝汶人民团结繁荣党（繁榮黨）組成的改革進步聯盟勝出。三黨組建新政府後，盧奧洛隨即以涉及貪污醜聞和失德行為為由，拒絕大會黨提名的多名部長人選就任，大會黨亦不滿政府部長的施政表現和帝汶海南岸油氣工業園區項目緩慢的工作進展，於是在2020年初退出政府，另組替代聯盟，人解黨和繁榮黨則改與革陣和民主黨部分成員結盟，維持在議會的多數優勢，並繼續執政。之後，革陣、人解黨、繁榮黨和民主黨又罷免大會黨籍的時任國民議會議長阿朗·诺埃·德·热苏斯·达·科斯塔·阿马拉尔，並推選他的前任、革陣的阿尼塞托·古特雷斯·洛佩斯接替其職務。大會黨認為2020年後的政府和古特雷斯·洛佩斯的議長地位都不合法，不過最高上訴法院的裁決認為新議長的選舉過程合法，又拒絕覆核盧奧洛准許政府繼續運作是否違憲。國民議會也負責籌辦當選總統的就職典禮。
盧奧洛的任期將在2022年5月20日屆滿。2020年東帝汶爆發2019冠狀病毒病疫情後，礙於憲法條文的限制，政府不可能押後總統選舉，否則將造成管治真空。國家選舉委員會和選舉管理技術秘書處在2021年5月宣布來屆總統選舉將如期於2022年舉行。

### 準備工作
2021年，國民議會通過修改選舉法，引入了異地投票制度，訂明了選舉監察人員的職責，同時恢復點算全國選票時，無效選票需由國家選委會複檢的安排。根據法律，從本屆選舉開始，選民投票時只能使用民事登記文件確認身份。此外，政府制定選舉法規，以及選舉管理技術秘書處為候選人、監票員、政黨代表和傳媒制定行為守則時，也需要諮詢國家選委會的意見。歐洲聯盟選舉觀察團讚揚修改後的選舉法加強了選委會的監察職能，而且比以前明確，但仍有不足之處，例如議會否決了引入點字投票模板的法案，又例如政府頒布選舉法規時，不需要得到國家選委會的批准。另外，國家選委會和選舉管理技術秘書處也利用日本提供的400萬美元撥款，翻新位於帝力的辦公大樓，同時在科瓦利馬區、馬納圖托區、馬努法希區和維克克區興建選舉大樓，以便展開選舉工作。
截至2022年2月，東帝汶全國的合資格選民人數為852,500人，其中首都帝力的居民佔選民人數的五分之一。海外選民則包括在澳洲（1,487人）、南韓（1,277人）、大不列顛（2,229人）、北愛爾蘭（1,264人）和葡萄牙（856人）完成選民登記的東帝汶僑民。第一輪投票結束後，國家選委會公布的數據顯示，截至投票當天，全國合資格選民共有859,613人。根據選舉法，每個投票站至少需服務50名選民，政府也可以在達爾文、悉尼、墨爾本等城市設立海外票站。最低投票年齡為17歲，與成人年齡相同。選民平均歲數為18歲，將首次行使投票權的選民約佔全體選民的20%。

## 候選人

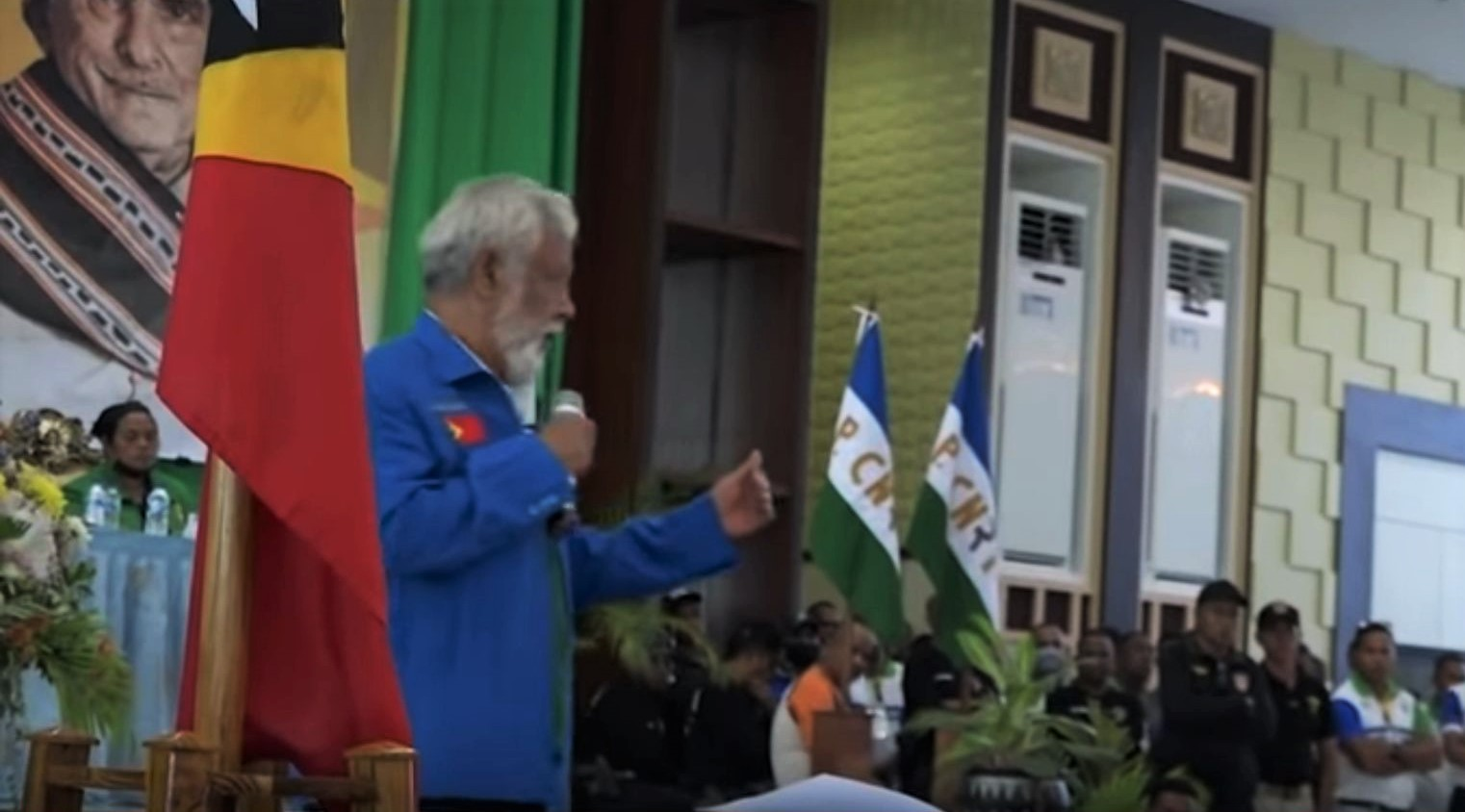
沙納納·古斯芒在大會黨大會上發表演說（2022年1月23日）

候選人須獲得至少5,000名選民的提名，以及在每一個市獲得至少100名選民的提名，才可獲得提名資格:第15條。原屬帝力市的阿陶羅島於2022年1月1日升格為市後，政府沒有明確說明候選人是否需要在該島尋求提名，後來最高上訴法院在2月14日裁定，就本次提名程序而言，阿陶羅島仍然視同帝力市的一部分。
革陣總書記馬里·阿爾卡蒂里在2021年2月說過，革陣、人解黨和繁榮黨只會在2022年提名一位總統候選人。然而，最後和上述三個政黨有聯繫的候選人卻有4人：繁榮黨於2021年6月26日宣布提名黨魁、副总理兼社会团结和包容部长阿爾曼達·貝爾塔·多斯·桑托斯競逐總統職務；她出身農村，代表東帝汶的傳統文化，獲得不少農村女性的支持，部分東帝汶人認為她的崛起顯示東帝汶政壇已變得更加包容。盧奧洛於2022年1月宣布角逐連任，阿爾卡蒂里則表示盧奧洛是革陣的唯一候選人。但革陣中央委員、東帝汶國防軍總司令莱赫·阿南·蒂穆尔也在1月9日證實坊間傳言，宣布有意辭職參選；他獲得老將和年輕革陣黨員的支持，被視為盧奧洛的直接競爭對手。參選的革陣黨員還包括前內政部長罗热里奥·洛巴托。人解黨本身支持盧奧洛，不過該黨黨魁兼總理陶爾·馬坦·魯阿克的夫人、人權律師、前司法部副部長伊莎贝尔·达·科斯塔·费雷拉卻以獨立名義參選，競選口號是「天主、祖國和家庭」（Deus, Pátria e Família）。
1月23日，大會黨大會通過提名無黨籍的諾貝爾和平獎得主、前總理、總統若澤·拉莫斯·奧爾塔參加總統選舉，該黨黨魁，前總統、總理沙納納·古斯芒說如果奧爾塔當選，他會讓奧爾塔決定是否解散議會，但會建議奧爾塔這樣做。競選期間，奧爾塔向訪問他的葡萄牙新聞社記者表示，如果自己當選，他會在一個星期內向政府提出不信任動議，之後又說會重組包含大會黨在內的政黨聯盟，以取得執政權。研究東帝汶政治的澳洲學者迈克尔·利奇（Michael Leach）認為古斯芒不參選是為了出任總理或其他重要的政府職位。
提名期自1月15日開始，至2月4日結束，候選人必須向最高上訴法院遞交提名文件。最高上訴法院院長德奥林多·多斯·桑托斯於2月17日確認候選人的選舉編號，如下：
1. 伊莎贝尔·达·科斯塔·费雷拉
2. 埃梅斯·達·羅薩·科雷亞·巴羅斯，前社會民主黨議員[33]，國家行政管理部高官[34]
3. 安吉拉·弗雷塔斯，獨立參選，2017年曾代表工人黨參加總統選舉[35]
4. 罗热里奥·洛巴托
5. 阿納克萊托·本托·費雷拉，東帝汶紅十字會秘書長、資訊科技專家兼翻譯員，獲帝汶民主共和黨支持[36]
6. 弗朗西斯科·古特雷斯
7. 米萊娜·皮雷斯，獨立參選，前東帝汶常駐聯合國代表[37]
8. 莱赫·阿南·蒂穆尔
9. 阿爾曼達·貝爾塔·多斯·桑托斯
10. 安特羅·本迪托，社會科學學者，東帝汶國家大學教授[38]兼和平研究中心主任[20]
11. 康斯坦西奧·平托，前民主黨黨員，原贸易、工业与环境部长（2015年－2017年）[39]
12. 比爾希略·達·席爾瓦·古特雷斯，記者，新聞評議會主席[40]
13. 馬蒂紐·古斯芒，前天主教神父，獲民主發展團結黨支持[41]
14. 若澤·拉莫斯·奧爾塔
15. 費利斯貝爾托·阿勞若·杜阿爾特，獨立參選，前公務員[42]
16. 马里阿诺·萨比诺·洛佩斯，民主黨總書記，於2022年1月22日獲黨大會提名[43]

本次選舉共有16人參選，為歷來最多，其中4人為女性，另外還有年輕一代的代表，以及來自農村和低下階層的人士。觀察家認為候選人的陣容能夠反映東帝汶政壇的多元色彩。
曾在2017年參加總統選舉的路易斯·蒂爾曼獲5,888名選民提名參選，不過法院裁定他沒有在部分市鎮取得足夠的提名，因此不符合參選資格。蒂爾曼之後向法院上訴，但被駁回。

## 競選活動

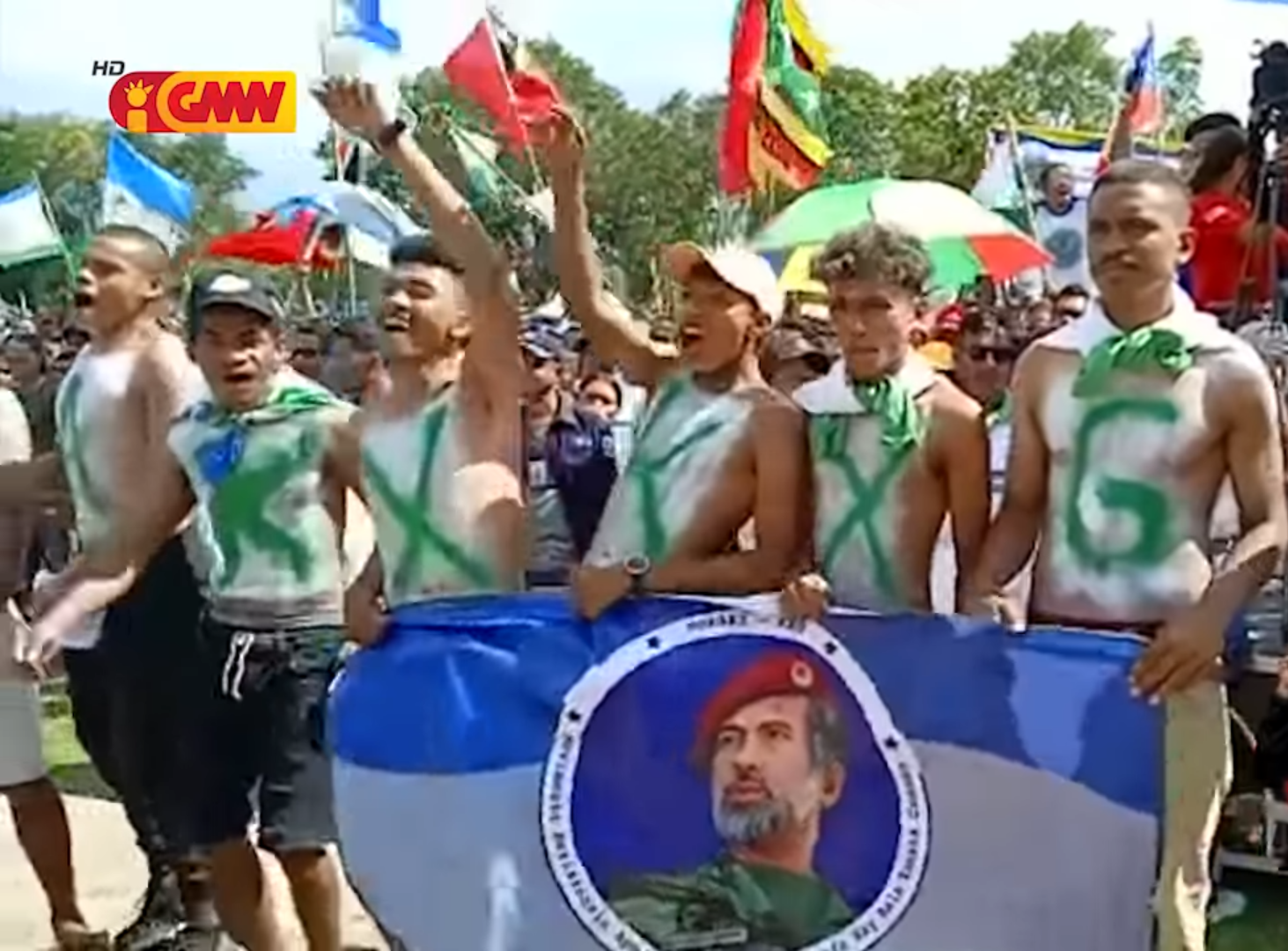
奧爾塔的支持者在競選活動上舉起一面印有古斯芒頭像的旗幟

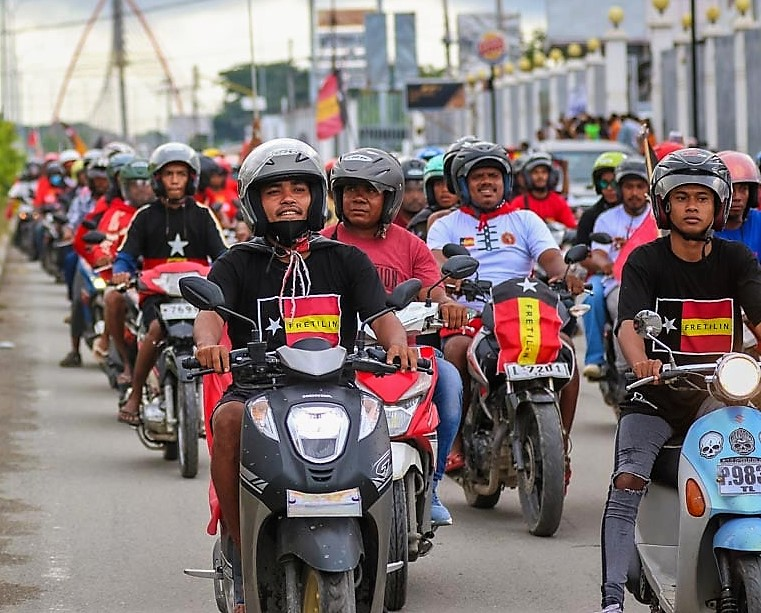
支持盧奧洛的革陣電單車車隊

第一輪競選期於3月2日展開，至3月16日結束。在這段期間，盧奧洛、奧爾塔、萊赫、洛佩斯和阿爾曼達都展開了巡迴競選活動，在各市舉行至少一場集會，不過也有候選人不到偏遠地區拉票，因此偏遠地區的競選期比較短，例如阿伊納羅市的競選活動到3月11日就已告一段落。盧奧洛和奧爾塔的壓軸造勢活動各吸引了超過10,000人參加，但在某些規模較小的集會中，國家選委會的監察人員、記者、觀察員和警員甚至比參加者還要多。競選團隊通常會為造勢活動的參加者提供接駁交通，有時還會為他們提供福利。疫情對競選活動沒有影響，活動參加者既不佩戴口罩，也不遵守社交距離。
從本次選舉可見，古斯芒和阿爾卡蒂里在當地政壇仍然舉足輕重，澳洲洛伊國際政策研究所的研究員甚至認為這場選戰其實是古斯芒和阿爾卡蒂里之間的代理人戰爭，因為阿爾卡蒂里支持盧奧洛，古斯芒則支持奧爾塔；從往績來看，古斯芒支持的總統候選人一般都能勝出。盧奧洛的主要政綱之一是打擊貪污、政治合謀、裙帶關係和不公義現象，對農業、醫療、教育等議題亦有着墨，他和革陣還批評奧爾塔於2006年擔任總理期間引發政治危機和暴力事件，認為對方不適合當總統。奧爾塔的政綱則包括扶貧、改善服務婦女和兒童的醫療設施，以及創造就業機會，他表示如果自己當選，他會改善和各黨代表的溝通，以穩定政局，同時也會和政府合作，應對因為中國大陸的清零政策和俄烏戰爭等因素而產生的供應鏈問題。古斯芒和阿爾曼達的丈夫，繁榮黨創立人若澤·多斯·桑托斯·布卡爾（別名奈莫里）分別為奧爾塔和阿爾曼達站台，發表重要演講，甚至蓋過了奧爾塔和阿爾曼達的風頭。競選集會的參加者和演講者大部分都是男性，候選人也不常觸及女性議題——16名候選人中，只有3人提及到家庭暴力問題。
為了避免暴力事件，國家選委會呼籲候選人不要讓武術團體涉足競選活動，不過根據歐盟的觀察，這些團體還是參加了少於20%的競選集會，他們主要支持的候選人包括盧奧洛、多斯·桑托斯、奧爾塔和萊赫。天主教會則禁止候選人利用基督教符號和教義拉票，東帝汶主教團主席諾爾貝托·杜·阿馬拉爾也強調馬蒂紐·古斯芒不是天主教會推薦的候選人。
歐盟觀察團指出，有政黨支持的候選人在競選時具有組織上和財政上的優勢，雖然他們的財政實力並不均等，但是他們之間的競爭是真實的。東帝汶法律對候選人申報選舉開支的規定不完整而含糊，同時沒有為政治捐款和競選開支設立上限，因此歐盟希望東帝汶能檢討相關法規，又認為國家選委會應該代替財政部監管選舉資助計劃。根據他們的觀察，除了政黨支持者之間的零星衝突和一宗與競選活動有關的命案，競選活動大致上是平靜的。
電台仍然是選民接觸選舉資訊的主要途徑，但候選人並沒有充分利用社區電台提供的免費宣傳機會。電視方面，國營的東帝汶廣播電視台為每位候選人提供了近14小時的免費廣播時段，每節長3或10分鐘，最後16名候選人都在該台發表了電視演講。該台以中立的態度報導選舉消息，但是沒有平衡安排各候選人的報導篇幅。私營的GMN TV明顯偏向奧爾塔，奧爾塔還是唯一一位在該頻道購買廣告時段的候選人；革陣控制的毛貝雷廣播電視台則幾乎只報導盧奧洛的動態，兩條頻道對另一名主要候選人和萊赫的着墨不多。另外，當國家選委會決定在電視辯論中加入葡萄牙語問題時，多斯·桑托斯和繁榮黨表示反對，卻受到網民的嘲諷。她的理據是這樣做既沒有法律根據，也會令不會說葡語的大部分東帝汶人（包括她本人）難以了解辯論的內容。她要求國家選委會容許她以自己的母語，即東帝汶一門地方語言參加辯論。奧爾塔等10人則支持決定，並認為總統通曉葡語對外事工作有幫助。
東帝汶的選舉法沒有規範網上的競選活動，國家選委會也無法監察候選人在網上拉票的行為。進行網上競選活動的候選人佔所有候選人的一半，他們幾乎只在Facebook向選民宣傳，其中以奧爾塔的專頁擁有最多支持者。據歐盟觀察員觀察，社交網站上的競選內容包括各候選人的政綱，競選活動和照片和影片，以及從其他傳媒轉載的報導，措辭大致得體，幾乎沒有煽動的語言或者假新聞，不過盧奧洛的支持者在Facebook上批評奧爾塔的往績，奧爾塔的支持者則予以駁斥。然而，大部分候選人沒有在冷靜期停止網上宣傳，其中奧爾塔、盧奧洛和萊赫甚至在投票日發表網上競選廣告。從追蹤者人數來看，候選人的網上動態很可能沒有傳到互聯網外。

## 選舉結果
| 总统候选人           | 总统候选人                   | 政党                 | 第一轮  | 第一轮 | 第二轮  | 第二轮 |
| 总统候选人           | 总统候选人                   | 政党                 | 票数    | %      | 票数    | %      |
| -------------------- | ---------------------------- | -------------------- | ------- | ------ | ------- | ------ |
|                      | 若泽·拉莫斯·奥尔塔           | 東帝汶重建全國大會黨 | 303,477 | 46.56  | 398,028 | 62.10  |
|                      | 弗朗西斯科·古特雷斯          | 東帝汶獨立革命陣線   | 144,282 | 22.13  | 242,939 | 37.90  |
|                      | 阿爾曼達·貝爾塔·多斯·桑托斯  | 帝汶人民团结繁荣党   | 56,690  | 8.70   |         |        |
|                      | 莱赫·阿南·蒂穆尔             | 獨立人士             | 49,314  | 7.57   |         |        |
|                      | 马里阿诺·萨比诺·洛佩斯       | 民主黨               | 47,334  | 7.26   |         |        |
|                      | 阿納克萊托·本托·費雷拉       | 帝汶民主共和黨       | 13,205  | 2.03   |         |        |
|                      | 馬蒂紐·古斯芒                | 民主發展團結黨       | 8,598   | 1.32   |         |        |
|                      | 埃梅斯·達·羅薩·科雷亞·巴羅斯 | 獨立人士             | 8,030   | 1.23   |         |        |
|                      | 米萊娜·皮雷斯                | 獨立人士             | 5,430   | 0.83   |         |        |
|                      | 伊莎贝尔·达·科斯塔·费雷拉    | 獨立人士             | 4,219   | 0.65   |         |        |
|                      | 費利斯貝爾托·阿勞若·杜阿爾特 | 獨立人士             | 2,709   | 0.42   |         |        |
|                      | 康斯坦西奧·平托              | 獨立人士             | 2,520   | 0.39   |         |        |
|                      | 罗热里奥·洛巴托              | 獨立人士             | 2,058   | 0.32   |         |        |
|                      | 比爾希略·達·席爾瓦·古特雷斯  | 獨立人士             | 1,720   | 0.26   |         |        |
|                      | 安特羅·本迪托                | 獨立人士             | 1,562   | 0.24   |         |        |
|                      | 安吉拉·弗雷塔斯              | 獨立人士             | 711     | 0.11   |         |        |
| 總有效票数           | 總有效票数                   | 總有效票数           | 651,859 | 100.00 | 640,967 | 100.00 |
|                      |                              |                      |         |        |         |        |
| 有效票数             | 有效票数                     | 有效票数             | 651,859 | 98.16  | 640,967 | 99.16  |
| 白票／無效票         | 白票／無效票                 | 白票／無效票         | 12,247  | 1.84   | 5,422   | 0.84   |
| 投票率               | 投票率                       | 投票率               | 664,106 | 77.26  | 646,389 | 75.17  |
| 注册选民             | 注册选民                     | 注册选民             | 859,613 | 100.00 | 859,925 | 100.00 |
| 來源：國家選舉委員會 |                              |                      |         |        |         |        |

## 備註
1. ↑  繁榮黨於2020年1月加入大會黨成立的替代聯盟[5]，但於4月底重返政府陣營[6]。
2. ↑  按照東帝汶法律，身為在任總統，他不可以參加政黨的實務運作，競選期間他也需要請假[17]:第8條，把總統職權交由國民議會議長代行[22]。
3. ↑  他們支持前總理魯伊·馬里亞·德·阿勞若角逐革陣總書記一職，他的對手是阿爾卡蒂里屬意的繼任人[9]。阿勞若是革陣中央委員，支持盧奧洛連任。